# Brachaelurus waddi
Brachaelurus waddi es una especie de elasmobranquio orectolobiforme de la familia Brachaeluridae.